# Plukenetia corniculata
Plukenetia corniculata là một loài thực vật có hoa trong họ Đại kích. Loài này được Sm. miêu tả khoa học đầu tiên năm 1799.